# Чемпіонат Болгарії з футболу 1929
Державний чемпіонат Болгарії 1929 — 5-й сезон найвищого рівня футбольних змагань Болгарії. Чемпіоном вперше став Ботев (Пловдив).

## Перший раунд
| Команда 1               | Рахунок | Команда 2                 |
| ----------------------- | ------- | ------------------------- |
| Шипченски сокол (Варна) | 5:0     | Хан Омуртаг (Шумен)       |
| Раковскі (Русе)         | 3:2     | Чардафон (Янтра)          |
| Левські (Плевен)        | 2:0     | Княгиня Марія-Луїза (Лом) |
| Левські (Бургас)        | 3:1     | Траяна (Стара Загора)     |

## Другий раунд
| Команда 1               | Рахунок | Команда 2        |
| ----------------------- | ------- | ---------------- |
| Шипченски сокол (Варна) | 2:0     | Раковскі (Русе)  |
| Левські (Софія)         | 2:0     | Левські (Плевен) |
| Ботев (Пловдив)         | 3:1     | Левські (Бургас) |

## Третій раунд
Клуб Левські (Софія) пройшов до фіналу після жеребкування.
| Команда 1       | Рахунок | Команда 2               |
| --------------- | ------- | ----------------------- |
| Ботев (Пловдив) | 3:1     | Шипченски сокол (Варна) |

## Фінал
| Команда 1       | Рахунок | Команда 2       |
| --------------- | ------- | --------------- |
| 3 жовтня 1929   |         |                 |
| Левські (Софія) | 0:1     | Ботев (Пловдив) |